# Con el viento
Con el viento es una película dramática española de 2018 dirigida por Meritxell Colell Aparicio y protagonizada por la bailarina Mónica García y la actriz no profesional Concha Canal. Se trata de la ópera prima de la directora en la que explora las relaciones y la comunicación entre madre e hija.

## Argumento
Mónica, una bailarina de 47 años de origen español establecida en Buenos Aires que desde hace dos años intenta representar una obra sin éxito, recibe una llamada de su hermana desde España que le dice que su padre está muy enfermo. Cuando regresa a su pueblo natal, situado al norte de la provincia de Burgos, del que se marchó hace veinte años, se encuentra que su padre acaba de morir y su madre le pide que se quede para vender la casa familiar.
Llega el invierno. El silencio perpetuo, el frío extremo y la dificultad de vivir con su madre son duros para Mónica, que se refugia en la danza que le ayudará en su viaje interior para aprender a vivir de nuevo y a quererse mejor.

## Reparto
- Mónica García. . . Mónica
- Concha Canal. . . Pilar
- Ana Fernández . . . Elena
- Elena Martín. . . Berta
- Xavier Martín. . . Pep
- Paquita Pérez. . . Paquita

## Críticas
"Colell Aparicio reclama, con humildad y sensibilidad, la herencia de cineastas orientales como YasujiroOzu, Hou Hsiao-hsien o Naomi Kawase, autores que abrazan lo cotidiano y lo doméstico como el receptáculo de una cierta verdad trascendental" Puntuación: ★★★★ (sobre 5)"
Manu Yáñez: Fotogramas

"Iluminada por este tono realista tan difícil de conseguir (...) Es un film sobre el aprendizaje y el reconocimiento; sobre como reubicar nuestras vidas en aquel momento en el cual la deriva acecha más de la cuenta.(…) Puntuació: ★★★ (sobre 5)"
Quim Casas: Diari El Periódico

"Estupenda opera delgada (...) sopla a favor de un cine austero y sensorial, donde todo se explica a partir de los gestos y el silencio (...) Es admirable que la película nunca trabaje sobre el tópico nostálgico"
Sergi Sánchez: Diari La Razón

## Nominaciones y premios
- La biznaga de plata Zonazine del Festival de Málaga de 2018.[6]
- El premio del talento y una mención especial al DE A Film Festival[7]
- Nominada al Gaudí al mejor montaje .[8]